# Huis de Luijff
Huis de Luijff is een herenhuis in het centrum van de Nederlandse gemeente Heerlen.
Het huis is tussen 1600 en 1615 in opdracht van Jan Dautzenberg, secretaris van Heerlen, gebouwd van baksteen. Oorspronkelijk bestond het uit één woonlaag met een steil dak. Het werd door de nieuwe eigenaar, apotheker Albert Schulze, tussen 1802 en 1815 ingrijpend verbouwd, waarbij ook de luifel verdween waaraan het pand zijn bijnaam ontleent. Hij liet ook de gevelsteen met de vijzel plaatsen. Het diende tot 1921 als woonhuis. Huis de Luijff bevindt zich midden in het stadscentrum (aan de Bongerd), aan de linkerzijde van het Glaspaleis. In augustus 2010 kreeg het de functie van een Toon Hermans Huis.
Sinds 1967 geniet de woning bescherming als rijksmonument in Nederland.

## Galerij

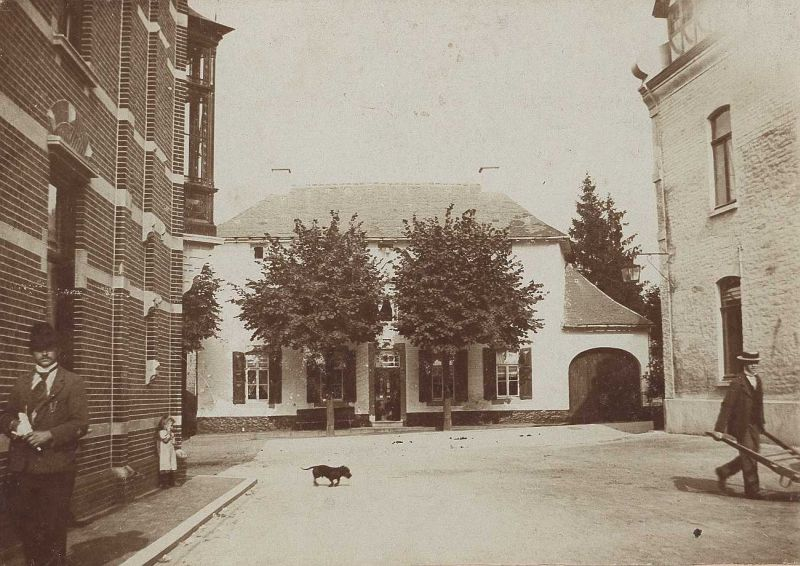
Omstreeks 1899
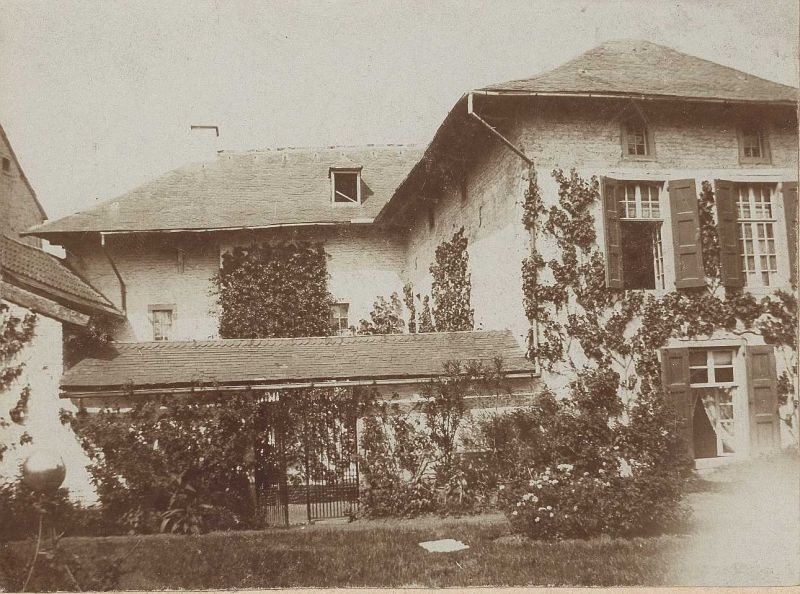
Achterkant, omstreeks 1900
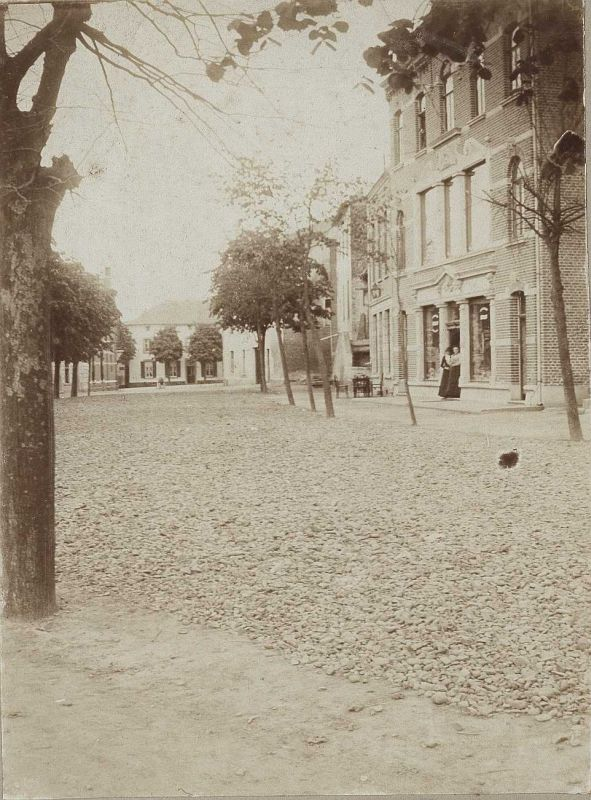
De Bongerd met Huis de Luijff, omstreeks 1902